# Die sieben Raben

Die sieben Raben est un film d'animation allemand sorti en 1937.
Il s'agit du troisième long métrage d'animation avec marionnettes de l'histoire du cinéma.
À ce jour, ce film n'a pas été distribué en France.

## Synopsis
L'histoire mystérieuse de sept frères transformés en corbeaux à la suite d'un sort jeté par leur père, mais finalement sauvés grâce à leur sœur.

## Fiche technique
- Titre : Die sieben Raben
- Réalisation : Ferdinand Diehl et Hermann Diehl
- Scénario : Paul Diehl, d'après le conte des frères Grimm, Les Sept Corbeaux
- Animation : Ferdinand Diehl et Hermann Diehl
- Musique : Walter Pepper
- Pays d'origine :  Allemagne
- Format : Noir et blanc ; 35 mm
- Durée : 53 minutes
- Dates de sortie : 
  -  Allemagne : 2 décembre 1937
  -  États-Unis : 2 avril 1953